# 藤原継業
藤原 継業（ふじわら の つぐなり）は、平安時代初期の公卿。名は嗣業または緒業とも表記する。藤原式家、参議・藤原百川の三男。官位は従三位・伊予権守。淳和天皇の外叔父。

## 経歴
父・百川は光仁・桓武両天皇を皇嗣に擁立した功臣であったため、兄・緒嗣と共に桓武天皇に信任されて順調に昇進する。延暦15年（796年）内舎人より抜擢され従五位下・侍従に叙任される。その後、侍従に加えて大学頭・左兵衛佐を兼帯し、延暦23年（804年）には正五位上に昇叙されている。延暦25年（806年）3月に桓武天皇が崩御すると、4月には兄・緒嗣と共に、桓武天皇より賜与された200戸の封戸を朝廷に返上しようとしたが、この封戸は桓武天皇が特別に賞して賜与したものであるとして、皇太子・安殿親王（後の平城天皇）は返上を許可しなかった。
平城朝においては、兵部大輔・左京大夫・大和守を歴任し、大同3年（808年）従四位下に叙せられる。嵯峨朝に入り、大同5年（810年）4月に従四位上に叙せられると、薬子の変後に近江守に任ぜられる。のち兵部大輔・神祇伯・伊予権守を歴任するが、伊予権守の任を終えて帰京後は朝廷への出仕をしなかった。
弘仁14年（823年）淳和天皇が即位するとその外戚として正四位下に、天長3年（826年）には従三位に昇叙され公卿に列す。その後も官職に就く事はなく、承和9年（842年）7月5日に高橋里の邸宅で没した。享年64。最終官位は散位従三位。

## 人物
性格は素直で、容姿や身のこなしが優れていた。また、射を好み、琴歌も得意としていた。晩年は邸宅について顧みる事がなく、門戸の修理もしなかったという。

## 官歴
『六国史』による。
- 時期不詳：正六位上。内舎人
- 延暦15年（796年） 日付不詳：従五位下。日付不詳：侍従。日付不詳：兼常陸介
- 時期不詳：従五位上。兼信濃介
- 延暦18年（799年） 4月11日：大学頭
- 時期不詳：左兵衛佐。兼信濃守
- 時期不詳：正五位下
- 延暦23年（804年） 正月11日：正五位上
- 延暦25年（806年） 正月28日：兼山城守。4月14日：見侍従左兵衛佐。5月1日：兵部大輔
- 大同3年（808年） 11月17日：従四位下。11月27日：左京大夫兼大和守、侍従如故
- 時期不詳：右馬頭
- 大同5年（810年） 4月19日：従四位上。日付不詳：近江守。10月2日：兵部大輔、近江守如故
- 弘仁2年（811年） 5月14日：神祇伯、侍従近江守如故
- 時期不詳：伊予権守
- 弘仁14年（823年） 4月27日：正四位下
- 天長3年（826年） 正月7日：従三位
- 承和7年（840年） 5月8日：山作司（淳和上皇崩御）
- 承和9年（842年） 7月5日：薨去（散位従三位）